# Megaselia picta
Megaselia picta är en tvåvingeart som först beskrevs av Lehmann 1822.  Megaselia picta ingår i släktet Megaselia och familjen puckelflugor. Arten är reproducerande i Sverige. Inga underarter finns listade i Catalogue of Life.